# David Morris (narciarz dowolny)
David John Morris (ur. 31 sierpnia 1984 w Carlton) – australijski narciarz dowolny, specjalizujący się w skokach akrobatycznych. W 2014 roku wywalczył srebrny medal podczas igrzysk olimpijskich w Soczi, gdzie przegrał tylko z Antonem Kusznirem z Białorusi. Zdobył ponadto brązowy medal na mistrzostwach świata w Sierra Nevada w 2017 roku, plasując się za Jonathonem Lillisem z USA i Chińczykiem Qi Guangpu. Był też między innymi piąty na rozgrywanych cztery lata wcześniej mistrzostwach świata w Voss. Najlepsze wyniki w Pucharze Świata osiągnął w sezonie 2012/2013, kiedy to zajął dziewiąte miejsce w klasyfikacji generalnej i w klasyfikacji skoków akrobatycznych zajął drugie miejsce.

## Osiągnięcia

### Igrzyska olimpijskie
| Miejsce | Dzień     | Rok  | Miejscowość | Konkurencja        | Zwycięzca           |
| ------- | --------- | ---- | ----------- | ------------------ | ------------------- |
| 13.     | 25 lutego | 2010 | Vancouver   | Skoki akrobatyczne | Alaksiej Hryszyn    |
| 2.      | 17 lutego | 2014 | Soczi       | Skoki akrobatyczne | Anton Kusznir       |
| 10.     | 18 lutego | 2018 | Pjongczang  | Skoki akrobatyczne | Ołeksandr Abramenko |

### Mistrzostwa świata
| Miejsce | Dzień    | Rok  | Miejscowość   | Konkurencja                  | Zwycięzca        |
| ------- | -------- | ---- | ------------- | ---------------------------- | ---------------- |
| 18.     | 4 marca  | 2009 | Inawashiro    | Skoki akrobatyczne           | Ryan St. Onge    |
| 14.     | 4 lutego | 2011 | Deer Valley   | Skoki akrobatyczne           | Warren Shouldice |
| 5.      | 7 marca  | 2013 | Voss          | Skoki akrobatyczne           | Qi Guangpu       |
| 3.      | 10 marca | 2017 | Sierra Nevada | Skoki akrobatyczne           | Jonathon Lillis  |
| 7.      | 7 lutego | 2019 | Deer Valley   | Skoki akrobatyczne drużynowo | Szwajcaria       |

### Puchar Świata

#### Miejsca w klasyfikacji generalnej
- sezon 2008/2009: 191.
- sezon 2009/2010: 34.
- sezon 2010/2011: 51
- sezon 2012/2013: 9.
- sezon 2013/2014: 16.
- sezon 2015/2016: 33.
- sezon 2016/2017: 74.
- sezon 2017/2018: 86.

#### Miejsca na podium w zawodach
1. Lake Placid – 18 stycznia 2013 (skoki) – 3. miejsce
2. Bukowel – 23 lutego 2013 (skoki) 1. miejsce
3. Saint-Côme – 14 stycznia 2014 (skoki) – 3. miejsce
4. Pekin – 19 grudnia 2015 (skoki) – 3. miejsce
5. Pekin – 20 grudnia 2015 (skoki) – 2. miejsce